# Pregrada
Pregrada is een stad en gemeente in Kroatië, in de provincie Krapina-Zagorje. In 2001 telde de gemeente Pregrada 7165 inwoners. De meerderheid van de bevolking bestond uit Kroaten.

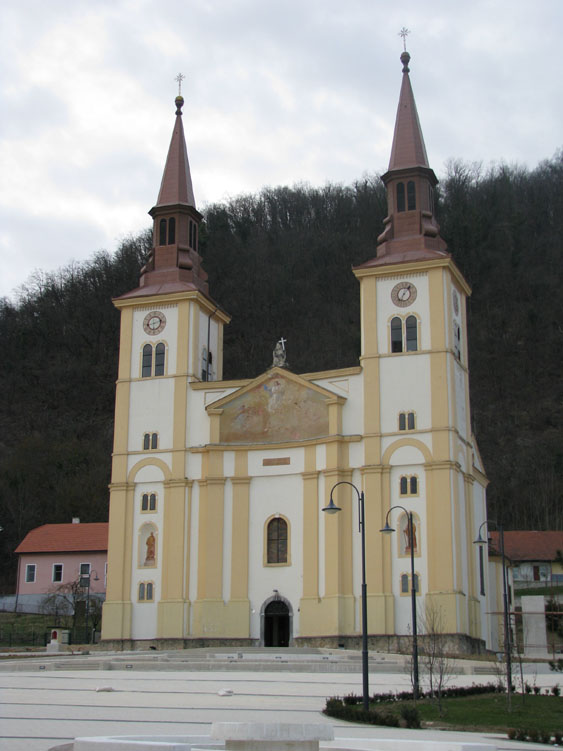
Kerk in Pregrada
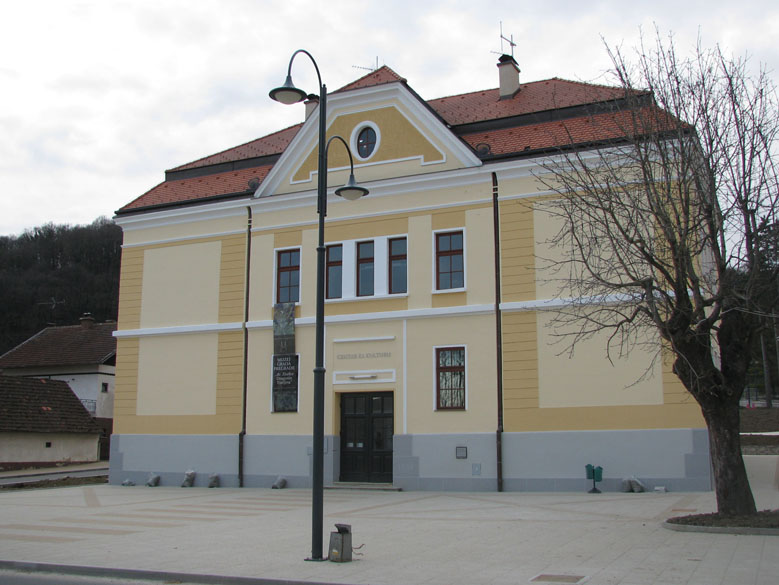
Cultureel centrum